# Wiltrud Gieseke
Wiltrud Gieseke (* 1947) ist  eine deutsche Erziehungswissenschaftlerin, Autorin und emeritierte Professorin für Erwachsenenpädagogik.

## Leben und Wirken
Gieseke legte die Erste Lehramtsprüfung 1970 in Oldenburg ab. Sie erhielt 1973 in Berlin das Diplom in Erziehungswissenschaften. 1980 folgte die Promotion in Münster sowie 1987 die Habilitation an der Universität Oldenburg.
Von 1973 bis 1980 wissenschaftliche Mitarbeiterin an der Pädagogischen Arbeitsstelle des Deutschen Volkshochschulverbands in Frankfurt/Main – jetzt Deutsches Institut für Erwachsenenbildung (DIE) in Bonn. 1980 bis 1989 akademische Rätin für Erwachsenenbildung an der Universität Oldenburg. 1989 Vertretungsprofessur für Politische Weiterbildung/Frauenbildung in Bremen.
Im Jahr 1992 nahm sie den Lehrstuhl für Erwachsenenpädagogik an der Humboldt-Universität zu Berlin an. Im selben Jahr wurde sie Leiterin der Abteilung Erwachsenenbildung/Weiterbildung am Institut für Erziehungswissenschaften der Philosophischen Fakultät IV. Im Februar 2008 wurde sie für zwei Jahre Dekanin der Philosophischen Fakultät IV.
Für ihre herausragenden wissenschaftlichen Leistungen und ihren kontinuierlichen Einsatz für die Förderung des weiblichen Wissenschafts-Nachwuchses erhielt Gieseke im Januar 2010 das Bundesverdienstkreuz.
Ihre wissenschaftlichen Interessen liegen in den Bereichen Beratungs-, Programm- sowie Professionsforschung im Bereich Erwachsenen- und Weiterbildung. Sie ist die Gründerin des Weiterbildungsprogrammarchivs an der HU Berlin.

## Buchveröffentlichungen
als Autorin
- mit Karin Opelt, Helga Stock, Inge Börjesson: Kulturelle Erwachsenenbildung in Deutschland: Exemplarische Analyse Berlin/Brandenburg. Waxmann Verlag, 2005, ISBN 3-8309-1475-X.
- Bedarfsorientierte Angebotsplanung in der Erwachsenenbildung: Studientexte für Erwachsenenbildung. Bertelsmann Verlag, 2008, ISBN 978-3-7639-1955-0.
- Lebenslanges Lernen und Emotionen: Wirkungen von Emotionen auf Bildungsprozesse aus beziehungstheoretischer Perspektive. Bertelsmann Verlag, 2009, ISBN 978-3-7639-3331-0.

als Herausgeberin
- mit Rolf Arnold (Hrsg.): Die Weiterbildungsgesellschaft. 2 Bände, Band 1: Bildungstheoretische Grundlagen und Perspektiven. Luchterhand Verlag, 1999, ISBN 3-472-03499-8.
- mit Steffi Robak und Ming-Lieh Wu (Hrsg.): Transkulturelle Perspektiven auf Kulturen des Lernens. Transcript Verlag, 2009, ISBN 978-3-8376-1056-7.
- mit Ekkehard Nuissl von Rein und Ingeborg Schüßler (Hrsg.): Reflexionen zur Selbstbildung: Festschrift für Rolf Arnold. Bertelsmann, 2012, ISBN 978-3-7639-5103-1.